# Éternoz-Vallée-du-Lison
Éternoz-Vallée-du-Lison község Franciaország Burgundia-Franche-Comté régiójában, Doubs megyében. Új községként 2025. január 1-jén jött létre Éternoz és Saraz község egyesítésével. Az egyesüléskor az új község lélekszáma 350 fő lett. Lakosainak száma 345 fő (2022. január 1.).

## Népesség
| 2021 | 342 |
| 2022 | 345 |